# Diplo
Diplo, pseudonimo di Thomas Wesley Pentz (Tupelo, 10 novembre 1978), è un disc jockey, produttore discografico e rapper statunitense.
Diplo è tra l'altro noto come cofondatore dell'organizzazione no profit Heaps Decent, membro del progetto dancehall reggae Major Lazer, del progetto Jack Ü con Skrillex, del supergruppo LSD insieme a Labrinth e Sia, del progetto Silk City con Mark Ronson, fondatore dell'etichetta Mad Decent ed insegnante. Per quanto riguarda la sua attività di produttore, ha collaborato frequentemente con Switch.

## Biografia
Nato a Tupelo, si è trasferito per studio in Florida e poi a Filadelfia, dove ha iniziato l'attività di DJ. Nel 2003 ha riscosso un buon successo il suo remix Never Scared, segnalato anche dal The New York Times, realizzato con lo pseudonimo Hollertronix. Inizia in quegli anni a lavorare con M.I.A., Bun B e Spank Rock.
Nel 2004 pubblica l'album Florida, pubblicato da Ninja Tune/Big Dada Records. Inoltre viene prodotto anche un DVD intitolato Diplo: "Banned in Libya", prima produzione a nome Diplo dopo un periodo in cui aveva adottato il soprannome Diplodocus.
Il suo particolare stile musicale viene nominato baile funk ("funk ballabile").
Successivamente si costruisce un grande studio di registrazione chiamato The Mausoleum a Philadelphia. Da qui transiteranno artisti come Christina Aguilera, Shakira, M.I.A., Santigold, Plastic Little e altri.
Dopo aver ascoltato una sua canzone nel 2004, M.I.A. ha contattato Diplo mentre lui lavorava a Londra. Da qui nasce il sodale che porta dapprima Diplo a suonare nel brano Galang e Fire Fire, e poi a lavorare insieme per il mixtape Piracy Fund Terrorism Vol. 1 (che precede il debutto di M.I.A. Arular, 2004). Inoltre tra i due si crea anche una storia d'amore durata cinque anni.
Collabora negli anni seguenti con Shakira, Robyn, Kid Cudi, Bruno Mars, No Doubt, Snoop Dogg, Kid Sister, Die Antwoord, Alex Clare, Rolo Tomassi, Amanda Blank e Dark Meat.
Dopo aver viaggiato in Brasile, collabora con il gruppo Bonde do Rolê, realizzando un particolare progetto musicale chiamato Favela on Blast. Nel frattempo fonda anche un'etichetta discografica, la Mad Decent, che pubblica i lavori di Santigold, Lil' Jon, Gucci Mane, Peter Bjorn and John, Bosco Delrey, Oliver Twizt, Boy 8-Bit, Buraka Som Sistema ed altri.
Nel 2010 ha lavorato con Rolo Tomassi (in Cosmology). Nel 2011 ha collaborato con Beyoncé (in Run the World (Girls) e End of Time tratti dall'album 4), Nicola Roberts dei Girls Aloud (per l'album Beat of Mt Drum). Nel 2012 invece è stato al fianco di Usher per Climax, di Snoop Dogg (per Reincarnated) e di Marina and the Diamonds (per Electra Heart).
Nel 2013 è stato in nomination ai Grammy Award nella categoria "Non-Classical Producer of the Year". Realizza il brano Elastic Heart (con Sia e The Weeknd) per la colonna sonora del film Hunger Games: La ragazza di fuoco.
Nel 2014 collabora con Skrillex in un progetto tra i due producer chiamato Jack Ü. Il 17 settembre 2014 viene lanciato, nel canale YouTube di Skrillex ed inizialmente su SoundCloud, il primo brano del progetto in collaborazione con la cantante Kiesza, chiamato Take Ü There.
Nel 2014 collabora con la cantante Madonna per la realizzazione del tredicesimo album di quest'ultima, intitolato "Rebel Heart" uscito il 10 marzo 2015 e anticipato dal singolo "Living for love " uno tra gli inediti prodotti da Diplo. Il 27 febbraio 2015, nel bel mezzo di un DJ set della durata di 24 ore, viene pubblicato l'album Skrillex and Diplo Present Jack Ü, in collaborazione con Skrillex.
Nel 2016, il duo Jack Ü ha vinto due Grammy Awards nelle categorie "Best Dance Album" per il loro album in collaborazione Skrillex and Diplo present Jack Ü, e "Best Dance Recording" per Where Are Ü Now con la collaborazione di Justin Bieber. Negli anni successivi lancia i supergruppi LSD (con Sia e Labrinth) e Silk City (con Mark Ronson), ottenendo successo: gli LSD con il brano Thunderclouds e i Silk City con Electricity, quest'ultimo vincitore di un Grammy Award alla miglior registrazione dance. Nel 2020 pubblica il suo terzo album da solista Diplo Presents Thomas Wesley, Chapter 1: Snake Oil, a cui fa seguito nel 2021 l'EP Do You Dance?.

### Major Lazer
Con il produttore e collega Switch ha fondato il gruppo Major Lazer. Questo progetto si è stabilizzato in Giamaica e punta sullo stile dancehall. A tal proposito ha realizzato l'album Guns Don't Kill People... Lazers Do (2009). Un brano tratto da questo album (Pon De Floor) è stato campionato per il singolo di Beyoncé Run the World (Girls).
Nel 2010 i Major Lazer hanno pubblicato l'EP Lazers Never Die. Dal 2011 Switch viene sostituito dai DJ Jillionaire e Walshy Fire. Nel novembre 2012 è stato pubblicato l'album Free the Universe, al quale hanno collaborato anche Shaggy, Bruno Mars, Wyclef Jean e Ezra Koenig. Il 1º giugno 2015 i Major Lazer pubblicano l'album Peace is The Mission, contenente la traccia Lean On, in collaborazione con DJ Snake, pubblicata il 2 marzo 2015, che si rivela essere subito una traccia di grande successo. Il suo video ufficiale su YouTube arriva ad oltre un miliardo di visualizzazioni.
Nell'album sono inoltre presenti collaborazioni di artisti come Travi$ Scott, Ellie Goulding, Pusha T, Ariana Grande, 2 Chainz e altri.

## Altre attività
Nel 2007 ha fondato l'organizzazione no profit Heaps Decent. Il progetto ha puntato il proprio obiettivo sulla costruzione di scuole, centri di giustizia per i minori e locali appannaggio degli indigeni in Australia.

## Discografia

### Album in studio
- 2004 – Florida
- 2015 – Skrillex and Diplo Present Jack Ü (con Skrillex, come Jack Ü)
- 2020 – Diplo Presents Thomas Wesley, Chapter 1: Snake Oil  (pubblicato come Thomas Wesley)
- 2020 – MMXX
- 2022 – Diplo

### Album dal vivo
- 2005 – Live in Montreal

### Raccolte
- 2005 – FabricLive.24
- 2009 – Decent Work for Decent Pay
- 2010 – Chasing the Dragon
- 2011 – Riddimentary: Diplo Selects Greensleeves
- 2014 – Random White Dude Be Everywhere

### Mixtape
- 2003 – AEIOU (con Tripledouble)
- 2004 – Piracy Funds Terrorism (con M.I.A.)
- 2007 – AEIOU Two (con Troupledouble)
- 2008 – Top Ranking: A Diplo Dub (con Santigold)
- 2024 – The Mixtape (come Thomas Wesley)

### Riedizioni
- 2014 – F10rida
- 2023 – Diplo Presents Thomas Wesley: Chapter 2 - Swamp Savant

### EP e singoli
- 2003 – Newsflash (come Diplodocus)
- 2003 – Epistemology Suite (come Diplodocus)
- 2003 – Thingamajawn (come Diplodocus)
- 2004 – Diplo Rhythm
- 2008 – Blow Your Head
- 2009 – Get Off (con Blaqstarr)
- 2009 – Hey (con Laidback Luke)
- 2010 – U Don't Like Me (con Lil Jon)
- 2010 – C'Mon (Tiësto vs. Diplo)
- 2011 – C'Mon (Catch 'Em By Surprise) (Tiësto vs. Diplo featuring Busta Rhymes)
- 2011 – Que Que (con Dillon Francis featuring Maluca)
- 2011 – Go (con Oliver Twizt)
- 2011 – Pick Your Poison (con Datsik featuring Kay)
- 2011 – El Tigeraso (con Maluca)
- 2012 – Make You Pop (con Don Diablo)
- 2012 – Express Yourself (featuring Nicky Da B)
- 2012 – Rasclat Riddim (featuring Vato Gonzalez)
- 2012 – About That Life (featuring Jahan Lennon)
- 2013 – Coup D'Etat (featuring G-dragon & Baauer)
- 2013 – Express Yourself Remix EP
- 2013 – Keep It Gully (con Swick)
- 2013 – P.O.V. 2.0 (con The Partysquad & The Death Set)
- 2013 – Earthquake (DJ Fresh vs. Diplo featuring Dominique Young Unique)
- 2013 – Revolution (featuring Faustix & Imanos and Kai)
- 2014 – Take Ü There (Skrillex & Diplo feat. Kiesza)
- 2014 – Dirty Vibe (Skrillex & Diplo featuring G-Dragon and CL)
- 2015 – Where Are Ü Now (Skrillex & Diplo with Justin Bieber)
- 2015 – Doctor Pepper
- 2015 – Be Right There (con Sleepy Tom)
- 2015 – To Ü (Skrillex & Diplo feat. AlunaGeorge)
- 2016 – Hey Baby (Dimitri Vegas & Like Mike vs Diplo ft. Deb's Daughter)
- 2017 – Imperfections (con Starrah)
- 2017 – Phurrr (con Pritam & Mohit Chauhan)
- 2017 – Swerve (con Starrah)
- 2017 – Get It Right (featuring MØ)
- 2018 – Look Back (featuring DRAM)
- 2018 – Worry No More (featuring Lil Yachty e Santigold)
- 2018 – Stay Open (featuring MØ)
- 2018 – Welcome to the Party (con French Montana e Lil Pump featuring Zhavia Ward)
- 2018 – Sun in Our Eyes (con MØ)
- 2018 – California
- 2018 – Close to Me (con Ellie Goulding featuring Swae Lee)
- 2019 – Boom Bye Bye (con Niska)
- 2019 – New Shapes (featuring Octavian)
- 2019 – Dip raar (con Bizzey e Ramiks)
- 2019 – Hold You Tight
- 2019 – So Long (con Cam)
- 2019 – Win Win (con Tove Lo)
- 2019 – Give Dem (con Blond:ish featuring Kah-Lo)
- 2019 – Spicy (con Herve Pagez featuring Charli XCX)
- 2019 – JustYourSoul (con Valentino Khan)
- 2019 – Heartless (con Julia Michaels featuring Morgan Wallen)
- 2019 – Lonely (featuring Jonas Brothers)
- 2019 – Samba Sujo (con Born Dirty)
- 2019 – On My Mind (con Sidepiece)
- 2020 – Pick Your Battles (con Petit Biscuit)
- 2021 – Never Gonna Forget (con Black Coffee featuring Elderbrook)
- 2021 – One by One (featuring Elderbrook e Andhim)
- 2021 – Don't Be Afraid (con Damian Lazarus featuring Jungle)
- 2021 – Promises (con Paul Woolford and Kareen Lomax)
- 2022 – Forget About Me (con Aluna e Durante)
- 2022 – Don't Forget My Love (con Miguel)
- 2023 – Use Me (Brutal Hearts) (feat. Sturgill Simpson, Dove Cameron e Johnny Blue Skies)

### Produzioni e collaborazioni
- 2004 – Diplo – Florida
- 2005 – M.I.A. – Arular
- 2007 – M.I.A. – Kala
- 2008 – Santigold – Santogold
- 2009 – Drake – So Far Gone
- 2009 – Amanda Blank – I Love You
- 2009 – Die Antwoord – $O$
- 2010 – Snoop Dogg – More Malice
- 2010 – Rolo Tomassi – Cosmology
- 2010 – Robyn – Body Talk Pt. 1
- 2010 – M.I.A. – Maya
- 2010 – Robyn – Body Talk Pt. 2
- 2010 – Das Racist – Sit Down, Man
- 2010 – Robyn – Body Talk
- 2010 – G-Dragon & T.O.P. – GD & TOP
- 2011 – Chris Brown – F.A.M.E.
- 2011 – Beyoncé – 4
- 2011 – Alex Clare – The Lateness of the Hour
- 2011 – Kelly Rowland – Here I Am
- 2011 – Nicola Roberts – Cinderella's Eyes
- 2011 – Lil Wayne – Tha Carter IV
- 2011 – Das Racist – Relax
- 2011 – Wale – Ambition
- 2011 – Yelawolf – Radioactive
- 2012 – Santigold – Master of Make-Believe
- 2012 – Marina and the Diamonds – Electra Heart
- 2012 – Travis Porter – From Day 1
- 2012 – Usher – Looking 4 Myself
- 2012 – Justin Bieber – Believe
- 2012 – Azealia Banks – Fantasea
- 2012 – Rita Ora – Ora
- 2012 – Kreayshawn – Somethin' 'Bout Kreay
- 2012 – Iggy Azalea – TrapGold
- 2012 – Bruno Mars – Unorthdox Jukebox
- 2012 – Katy B – Danger EP
- 2012 – Wale – Folarin
- 2012 – Marsha Ambrosius – Late Nights & Early Mornings
- 2012 – Scissor Sisters – Magic Hour
- 2013 – Usher – Go Missin'
- 2013 – Tamar Braxton – Love and War
- 2013 – Justin Bieber – Memphis
- 2013 – Psy – Gangnam Style Remix Style
- 2013 – Lil Wayne – I Am Not a Human Being II
- 2013 – Sevyn Streeter – It Won't Stop
- 2013 – Mac Miller – Watching Movies with the Sound Off
- 2013 – Tinie Tempah – Demonstration
- 2013 – G-Dragon – Coup d'Etat
- 2013 – Britney Spears – Britney Jean
- 2014 – Mike Posner – Sky High
- 2014 – Chris Brown – X
- 2014 – Madonna – Rebel Heart
- 2015 – Madonna feat. Nicki Minaj – Bitch I'm Madonna
- 2018 – Trippie Redd – Wish
- 2019 – Madonna feat. Quavo – Future
- 2020 – Sfera Ebbasta – Hollywood
- 2021 – Tommy Cash feat. $uicideboy$ – "Zuccenberg"
- 2021 – Do You Dance?
- 2022 – bbno$ – Pogo
- 2023 - Anitta - "Funk Rave"
- 2024 -  Anitta - "Aceita"
- 2025 – Jennie – Like Jennie
- 2025 – Blackpink – Jump

## Filmografia parziale
- Pokémon: Detective Pikachu, regia di Rob Letterman (2019)
- L'assistente della star (The High Note), regia di Nisha Ganatra (2020)